# Jarosław Bielecki
 Jarosław Bielecki  (ur. 27 sierpnia 1942 w Gnieźnie) – generał dywizji Wojska Polskiego w stanie spoczynku.

## Życiorys
Jarosław Bielecki urodził się 27 sierpnia 1942 w Gnieźnie. W 1962 rozpoczął studia w Oficerskiej Szkole Wojsk Pancernych w Poznaniu. W 1965 promowany na podporucznika. W tym samym roku objął stanowisko dowódcy plutonu czołgów w 29 pułku czołgów w Żaganiu, a następnie jako dowódca plutonu rozpoznawczego. W 1967 został wyznaczony na dowódcę kompanii czołgów 29pcz. W latach 1969–1972 studiował w Akademii Sztabu Generalnego WP w Rembertowie, po ukończeniu których powrócił do 29pcz na stanowisko szefa sztabu – zastępcy dowódcy, a w okresie 1973–1974 był w tym pułku zastępcą dowódcy ds. liniowych.
W 1974 został wyznaczony na stanowisko dowódcy 8 pułku czołgów w Żaganiu z 11 Dywizji Pancernej. W 1976 został skierowany do Opola, gdzie powierzono mu funkcję szefa sztabu – zastępcy dowódcy 10 Dywizji Pancernej. W latach 1983–1985 był szefem mobilizacji w sztabie Śląskiego Okręgu Wojskowego we Wrocławiu. Na tym stanowisku ukończył Podyplomowe Studia Operacyjno-Strategiczne w Akademii Sztabu Generalnego WP. W 1985 objął stanowisko zastępcy szefa Zarządu Mobilizacji i Uzupełnień w Sztabie Generalnym WP, a w roku 1990 szefa tego zarządu.
9 listopada 1992 został awansowany na stopień generała brygady przez prezydenta Rzeczypospolitej Polskiej Lecha Wałęsę. W 1994 objął stanowisko szefa Planowania Organizacyjno-Mobilizacyjnego Sił Zbrojnych w SG WP. Współautor przygotowywanego programu integracji sił zbrojnych z NATO. W 1996 awansowany na stopień generała dywizji. W okresie 1996–1997 w dyspozycji MON, a od marca 1997 zastępca szefa Sztabu Generalnego WP ds. logistyki. Od 1999 w dyspozycji MON, od lipca 2001 pełnił funkcję koordynatora pionu sekretarza stanu ds. uzbrojenia i infrastruktury w MON. 15 kwietnia 2002 zakończył zawodową służbę wojskową. 15 sierpnia 2002 został uhonorowany listem przez prezydenta RP Aleksandra Kwaśniewskiego w związku z zakończeniem służby wojskowej.

## Awanse[1]
- podporucznik – 1965
- porucznik – 1967
- kapitan – 1971
- major – 1974
- podpułkownik – 1977

(...)
- generał brygady – 1992
- generał dywizji – 1996

## Ordery, odznaczenia i wyróżnienia
- Krzyż Komandorski Orderu Odrodzenia Polski[1]
- Krzyż Oficerski Orderu Odrodzenia Polski[1]
- Krzyż Kawalerski Orderu Odrodzenia Polski[1]